# Moneta yoshimurai
Moneta yoshimurai là một loài nhện trong họ Theridiidae.
Loài này thuộc chi Moneta. Moneta yoshimurai được Hajime Yoshida miêu tả năm 1983.